# Sh2-253
Sh2-253 est une nébuleuse en émission visible dans la constellation des Gémeaux,.
Elle est située dans la partie occidentale de la constellation, dans une région très riche en champs stellaires, à environ un demi-degré à l'ouest de ν Geminorum. La meilleure période pour son observation dans le ciel du soir se situe entre novembre et avril et est facilitée pour les observateurs situés dans les régions de l'hémisphère nord de la Terre.
Il s'agit d'une région HII allongée nord-ouest-sud-est. Les estimations de sa distance basées sur les émissions de CO indiquent une valeur d'environ 4 400 pc (∼14 400 al), la plaçant ainsi dans une région éloignée sur le bras du Cygne. Les responsables de son ionisation seraient une étoile de classe spectrale B1.5V, cataloguée comme LS 20.40, et les composants de l'amas ouvert Bochum 1, visible un peu plus au sud, avec lequel la nébuleuse serait donc physiquement associée. Dans le catalogue d'Avedisova, elle est également indiquée en association avec la source de rayonnement infrarouge IRAS 06227+2001.